# Carmen (film 1943)
Carmen è un film drammatico del 1943 diretto da Luis César Amadori.

## Trama
Il brigadiere dei gendarmi Don Josè s'innamora della sivigliana Carmen. È talmente sedotto che finisce per uccidere il suo comandante, abbandonare i suoi soldati e fuggire con lei sulle montagne. Quando Carmen s'innamora del torero Escamillo e ripudia Don Josè, questi disperato la uccide con una coltellata.